# 许林平
许林平（1957年3月—），湖南省石门县人。中国人民解放军中将。中国共产党第十八届中央委员会候补委员。

## 生平
1975年9月加入中国共产党。历任陆军第三十八集团军第一一三师师长、陆军第三十八集团军副军长。2008年，任陆军第六十五集团军军长。2012年1月，任陆军第三十八集团军（66393部队）军长。2013年12月，任兰州军区副司令员。2016年6月前，任西部战区副司令员。2017年12月，调军委战略规划办公室任职。
2007年，晋升为少将军衔。2015年7月，晋升为中将军衔。
2013年，任第十二届全国人民代表大会解放军代表。

## 軼事
2012年3月19日，时任中共中央政法委书记周永康用武警部隊发起政变，许奉時任中共中央總書記兼中央軍委主席胡錦濤之命率38集团军进城平乱。其后武警部隊改由北京武警部隊總部直接指挥、領導，不受地方政府、武警部隊總部雙重領導。